# Брузасорци, Феличе
Феличе Брузасорци (Брузасорчи) , настоящее имя Доменико Риччо (итал. Felice Brusasorzi o Brusasorci, Domenico Riccio, Felice Riccio; 1516, Верона, Венецианская республика — 30 марта 1567, там же) — живописец итальянского маньеризма веронской школы. Сын художника Доменико Брузасорци.

## Биография
Феличе Брузасорци родился в 1539 или 1540 году в Вероне в семье живописца Доменико Риччо, по прозванию Брузасорци. Вместе с братом Джамбаттистой и сестрой Чечилией обучался рисунку и живописи в мастерской отца, после смерти которого покинул Верону. В течение нескольких лет работал во Флоренции. Его присутствие было зафиксировано в документах в 1597 году.
По возвращении в Верону начал писать картины в стиле маньеризма, с которым познакомился во время пребывания в Тоскане. Индивидуальный стиль художника испытал также влияния живописцев из Эмилии и Ломбардии.
В многочисленных картинах Брузасорци, которые ныне хранятся в церквях Вероны, заметны влияния художников пармской школы, например, в картинах «Архангелы с Мадонной во славе», «Положение во гроб» и «Бичевание Христа». Художник также писал картины на аспидном сланце (пробирном камне), о чём сохранилось свидетельство живописца, гравёра и писателя Карло Ридольфи.
В картине Брузасорци «Святой Франциск получающий второе правило» 1600 года, которая ныне хранится в церкви капуцинов в Больцано, по мнению некоторых исследователей, прослеживаются черты раннего барокко.
У Брузасорци было много учеников, среди которых известные живописцы Санте Креаре, Паскуале Оттино, Маркантонио Бассетти и Алессандро Турки. Как и его отец, он был официальным художником Филармонической академии в Вероне. Художник умер в родном городе в 1605 году.

## Галерея

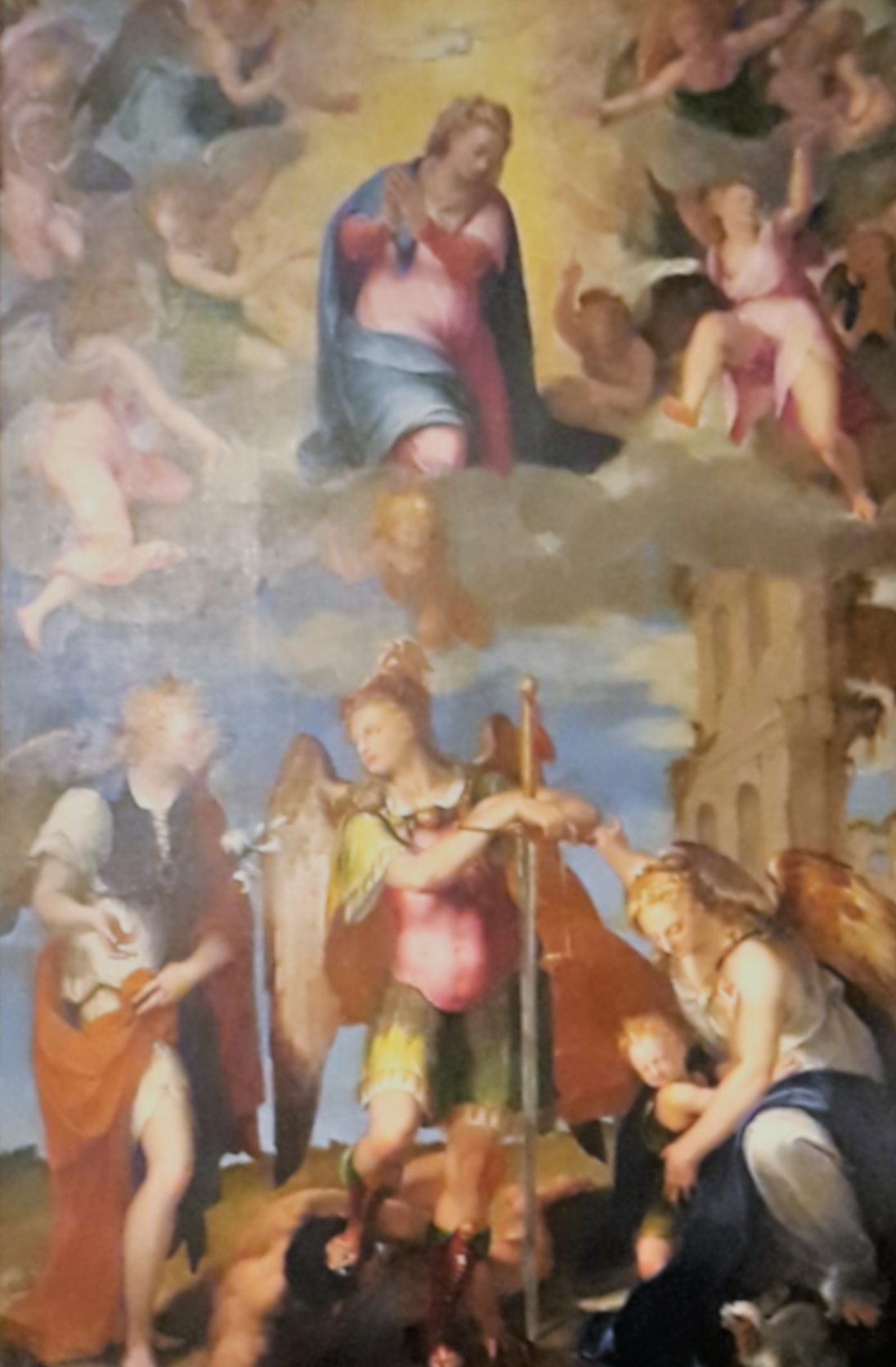
Три архангела. Алтарь церкви Святого Георгия в Браиде, Верона
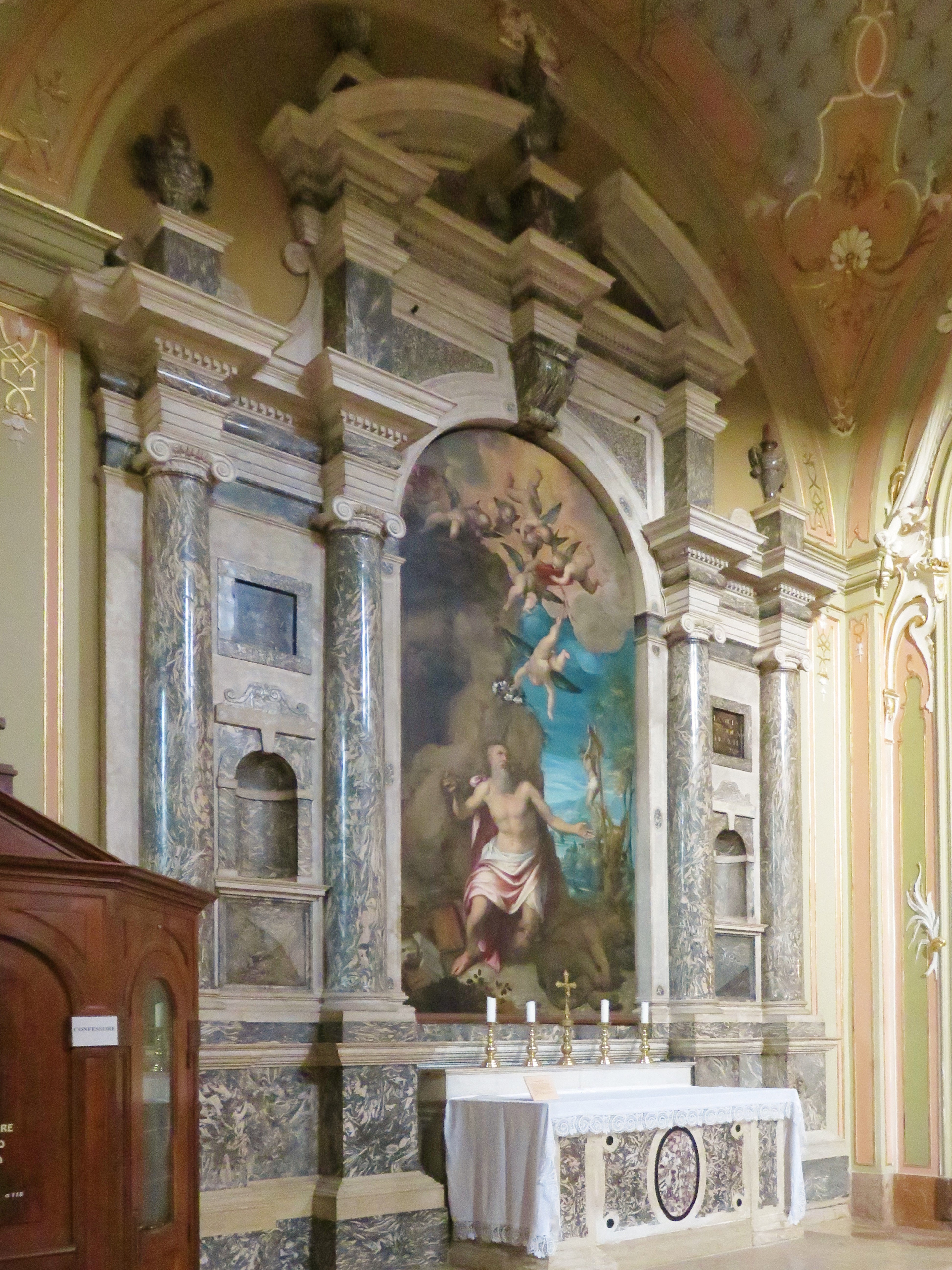
Алтарь Святого Иеронима. Церковь Сан-Марко, Роверето
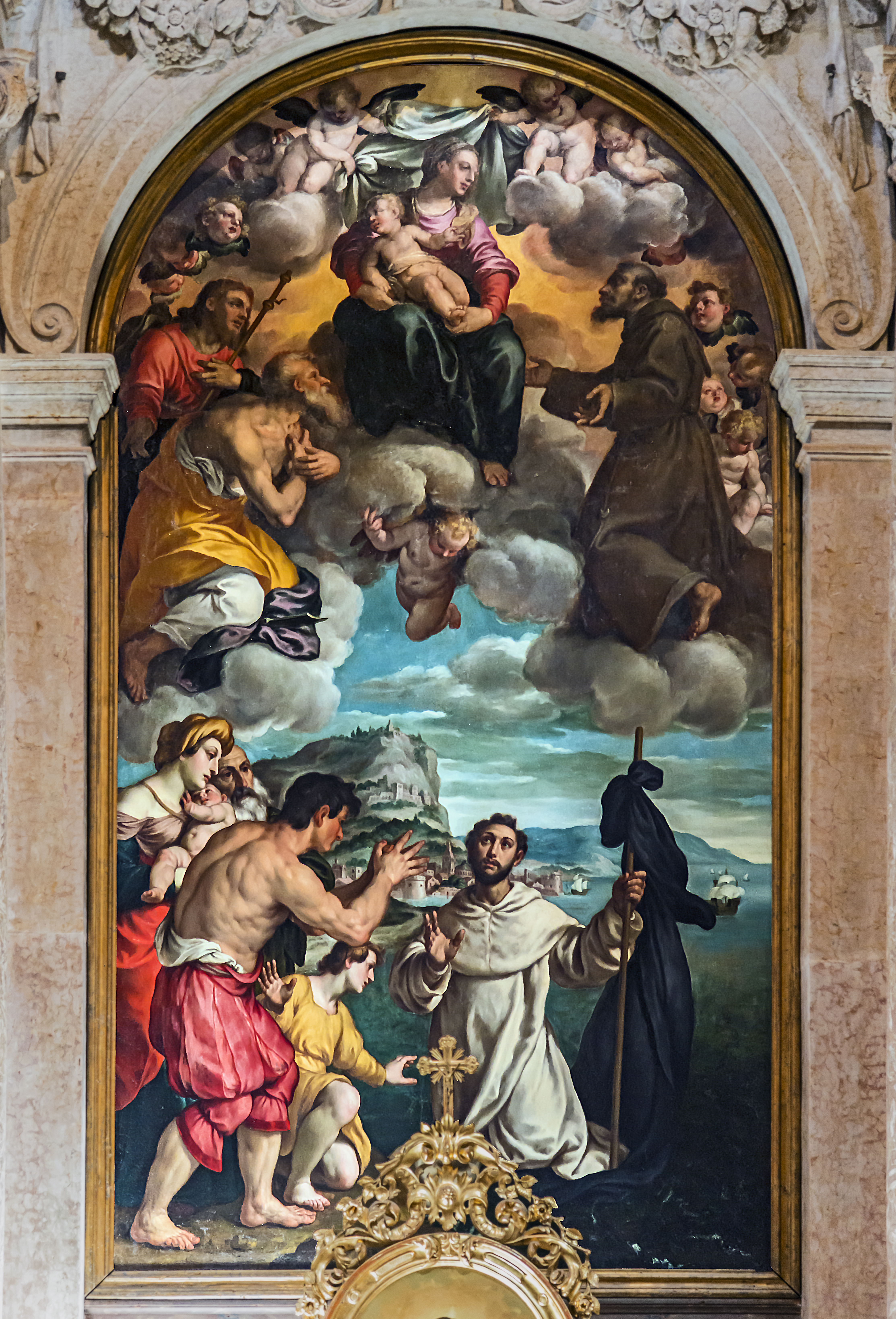
Алтарь Святого Раймондо Пеньяфорта. Церковь Санта-Анастасия, Верона
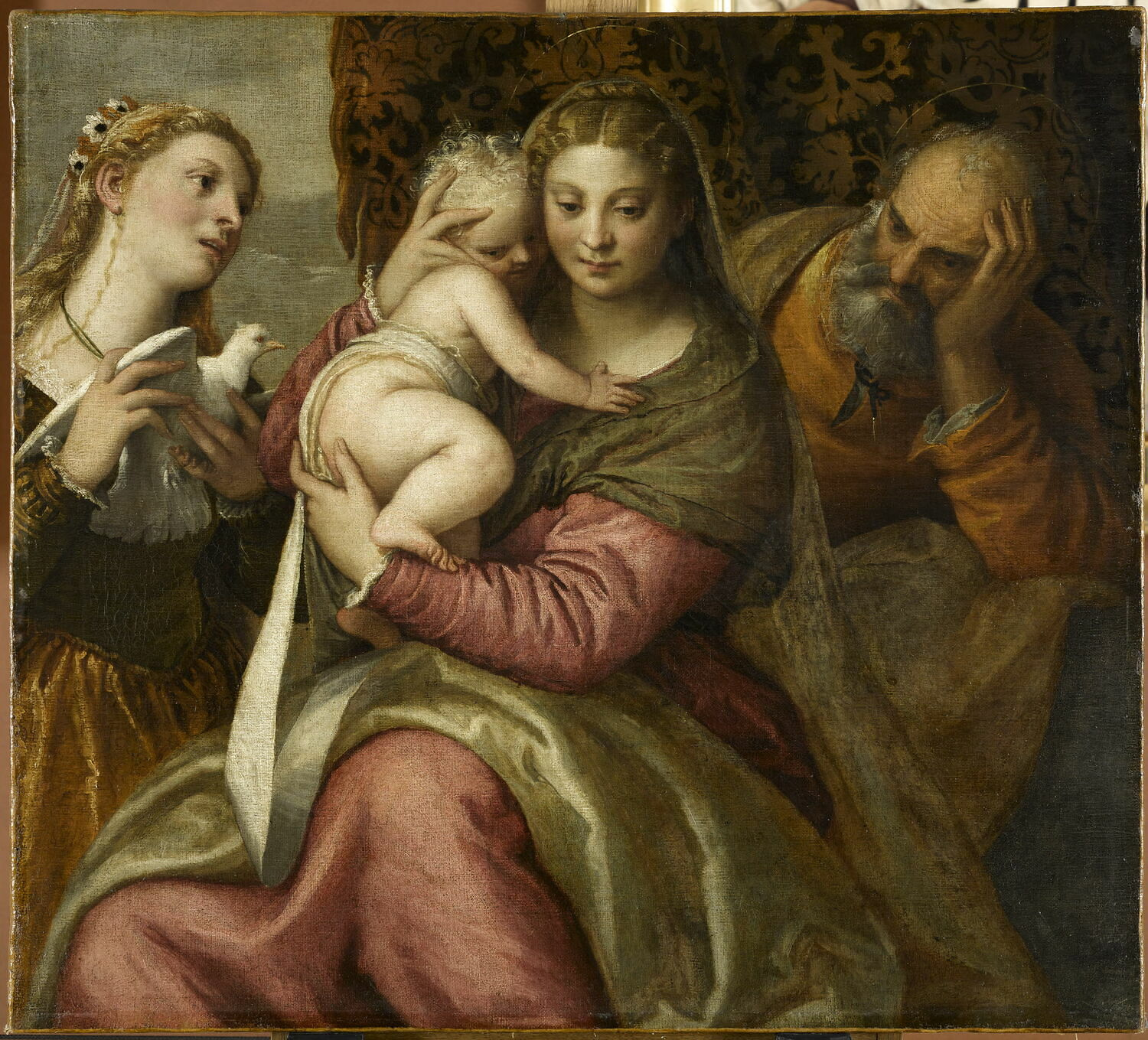
Святое семейство со святой Урсулой. Лувр, Париж
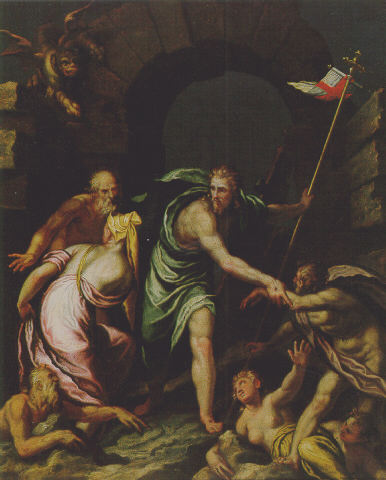
Христос в лимбе
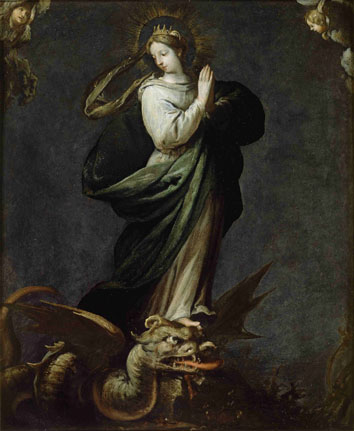
Святая Марина Антиохийская
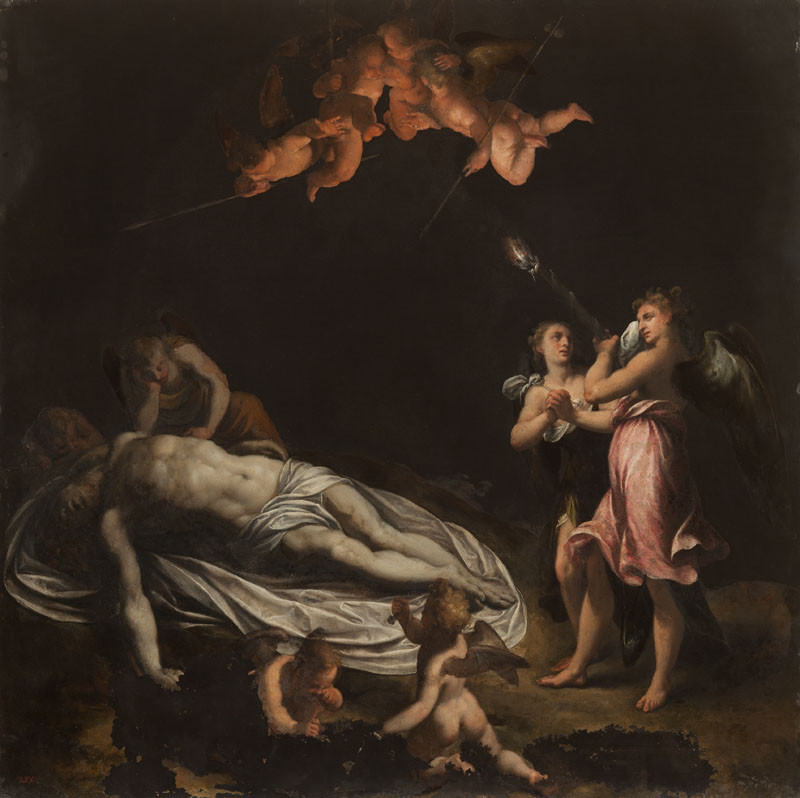
Христос, оплакиваемый ангелами. Национальная галерея, Прага
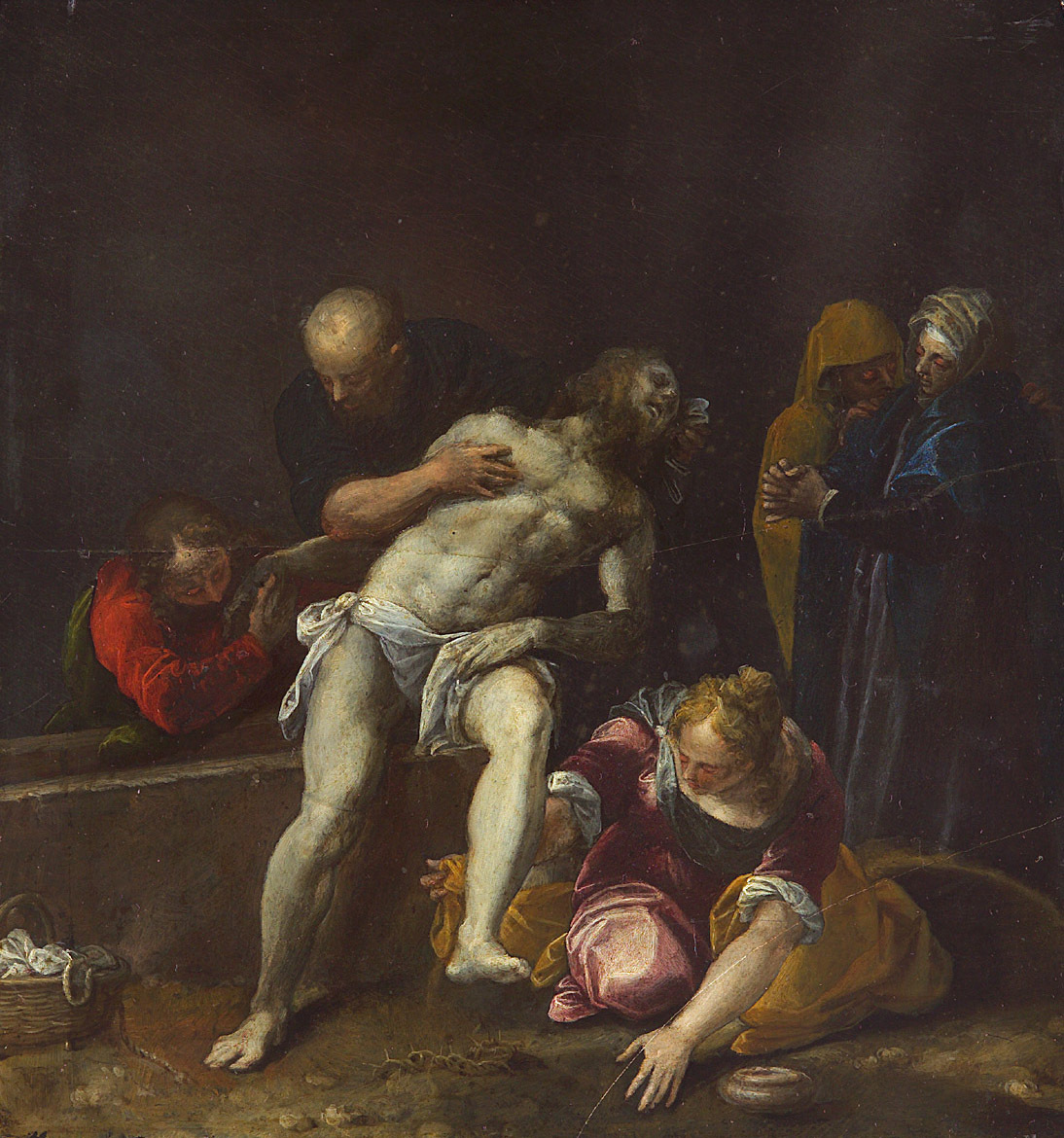
Погребение Христа. Музей истории искусств. Вена